# Parque dos Rododendros de Haaga
Parque dos Rododendros Haaga (em finlandês:  Haagan Alppiruusupuisto) é um parque público localizado no distrito de Haia, em Helsinque, capital da Finlândia.

## Galeria

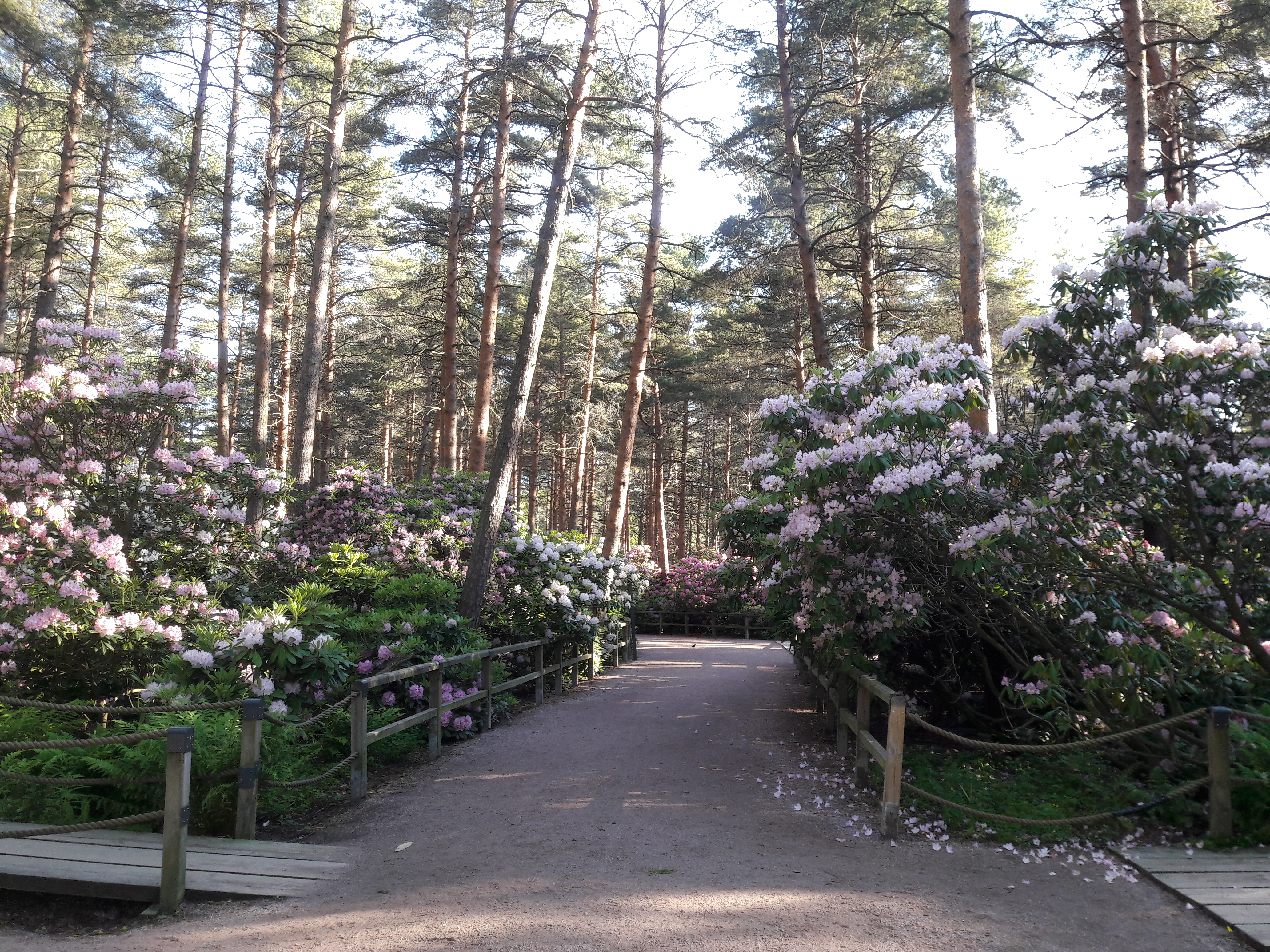
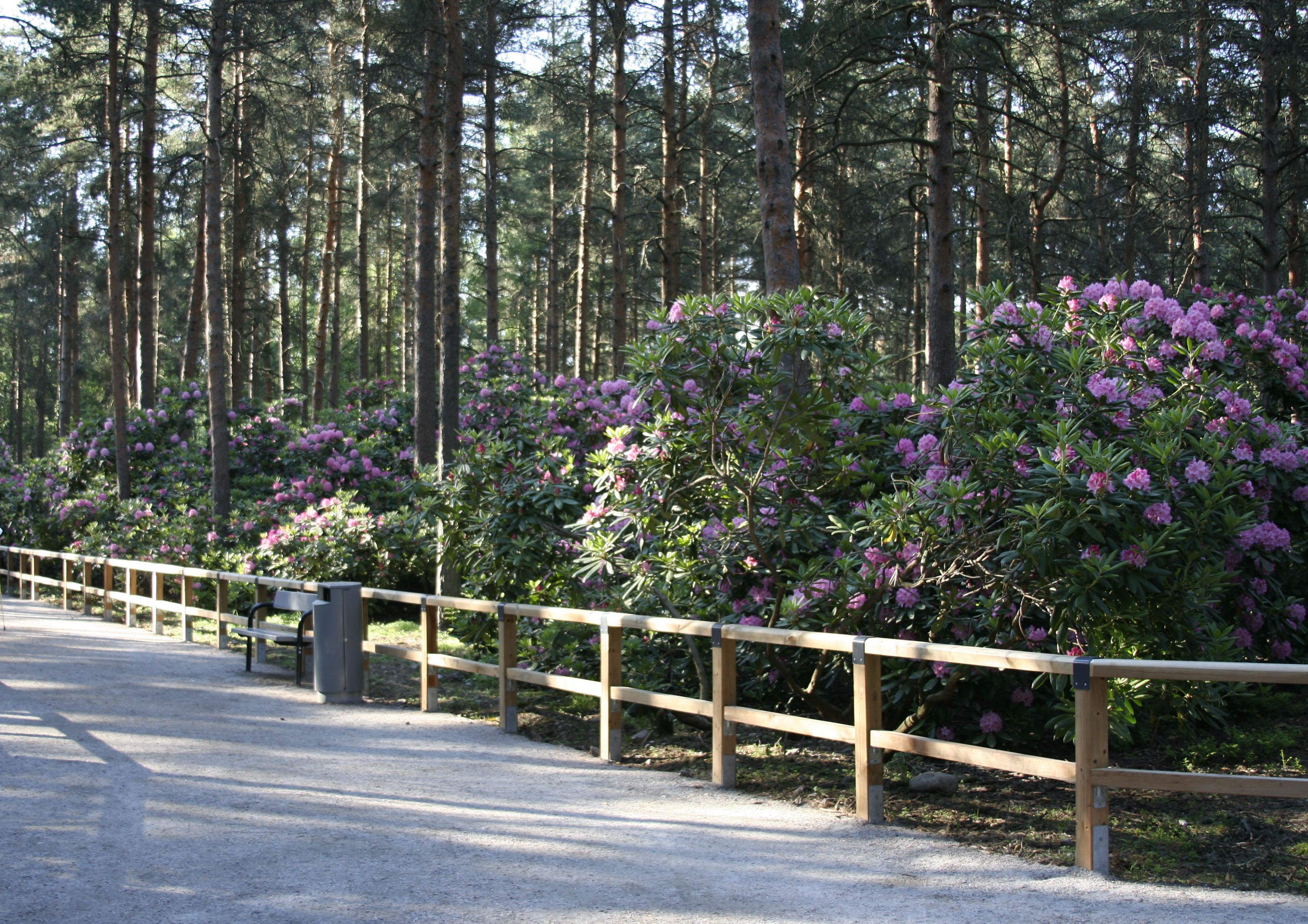